# Ludwik Skowronek

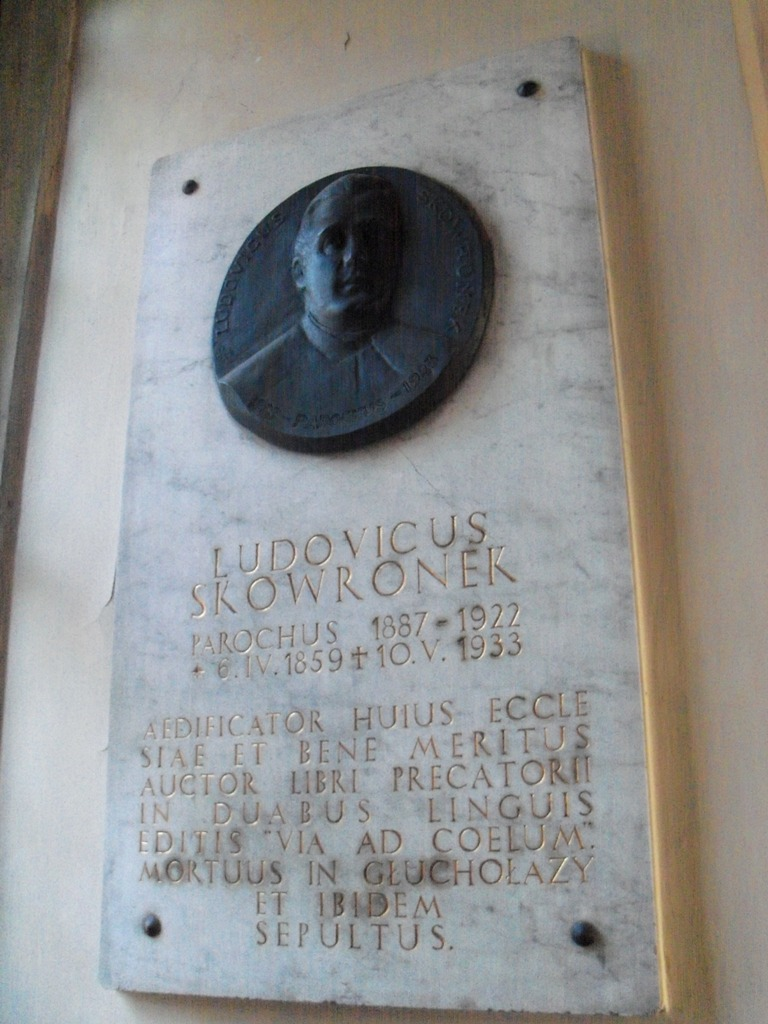
Tablica pamiątkowa w bazylice św. Szczepana w Katowicach − Bogucicach (zawiera błędną datę śmierci, zamontowana po II WŚ)

Ludwik Skowronek (właśc. Ludwig Skowronek; ur. 6 kwietnia 1859 w Czuchowie, zm. 10 maja 1934 w Głuchołazach) – ksiądz katolicki, działacz społeczny, polityk niemieckiej, katolickiej partii Centrum.

## Życiorys

### Dzieciństwo i młodość
Ludwig Skowronek urodził się 6 kwietnia 1859 w Czuchowie (obecnie dzielnica Miasta Czerwionka-Leszczyny) w rodzinie o tradycjach nauczycielskich. Jego ojciec Marceli był dyrektorem Szkoły Elementarnej w Czuchowie oraz członkiem Zarządu Kościelnego parafii pw. św. Jerzego w Dębieńsku Wielkim. 
Do Szkoły Elementarnej uczęszczał w rodzinnej miejscowości, natomiast po jej ukończeniu udał się do gimnazjum w Gliwicach, gdzie dał się poznać jako bardzo zdolny uczeń. Po uzyskaniu świadectwa dojrzałości rozpoczął studia prawnicze na Uniwersytecie Wrocławskim, które przerwał przenosząc się na wydział teologiczny tego samego uniwersytetu. W latach 1883–1884 kontynuował studia teologiczne w Ratyzbonie. Ostatnie tygodnie alumnatu spędził w seminarium wrocławskim. Święcenia kapłańskie przyjął 5 lipca 1884 z rąk wikariusza apostolskiego Franza Bernerta.

### Posługa kapłańska
Po święceniach pracował w latach 1884–1887 jako wikariusz w Bieruniu Starym. Kolejną placówką ks. Skowronka były Bogucice, gdzie po śmierci proboszcza w 1888 został mianowany administratorem, a od lipca 1889 proboszczem. Ksiądz L. Skowronek wielce przyczynił się do wybudowania nowego kościoła pw. św. Szczepana w Bogucicach, którego konsekracji dokonał 25 października 1894 biskup wrocławski kardynał Georg Kopp. 
W 1892 jego staraniem ukazała się broszurka szerząca kult Matki Boskiej Boguckiej. Broszurka ta stała się własnością każdej rodziny i małym kompendium wiedzy o parafii oraz łaskami słynącymi obrazie. Jednak za największą zasługę przypisuje mu się wydanie modlitewnika „Droga do nieba”, „Weg zum Himmel” w języku polskim i niemieckim. Książeczka ta zawierała modlitwy, pieśni i pouczenia. Na jej tytułowej stronie, a także "Skarbca modlitw i pieśni" widnieje obraz Matki Boskiej Boguckiej. Modlitewnik, jak również inne broszurki wydawane w języku polskim i niemieckim krążyły po całym Śląsku.
Ksiądz Skowronek czuł wielką potrzebę szerzenia oświaty wśród Górnoślązaków. Pomagał młodzieży udającej się do gimnazjum w Katowicach, założył bibliotekę parafialną, w której można było wypożyczyć książki zarówno polskie, jak i niemieckie. Zachęcał do kolportowania pisma „Posłaniec Niedzielny” poświęconego rodzinom katolickim. W tym celu polecał tworzenie punktów sprzedaży nie tylko na probostwie, lecz także u osób prywatnych w Bogucicach, na Zawodziu, w Dąbrówce, na Pniakach, na Burowcu, w Załężu, na Załęskiej Hałdzie. Oprócz "Posłańca" proboszcz polecał „Kuriera Górnośląskiego”, „Głos Ludu Górnośląskiego”, „Gazetę Katolicką”, „Kalendarz Katolicki”. Wszystkie te czasopisma można było nabyć w agenturach, na farze oraz u kościelnego. Źródło szerzenia oświaty wśród dzieci i młodzieży na Górnym Śląsku widział w „Drodze do nieba" oraz „Skarbcu modlitw i pieśni". Za znajomość modlitw, pieśni, aktów strzelistych oraz rad dydaktycznych rozdawał dzieciom różańce oraz inne rzeczy pomocne w nauce.
Po erekcji parafii w Załężu w marcu 1896 został mianowany jej administratorem z misją budowy kościoła, równocześnie pełnił nadal funkcję proboszcza w Bogucicach. Patronat nad budującym się kościołem oraz klasztorem sióstr Jadwiżanek objął biskup wrocławski. Klasztor sióstr Jadwiżanek poświęcono w październiku 1899, a ks. Skowronek zamieszkał na terenie nowej parafii w listopadzie 1900. 
W czasie swojej kadencji proboszczowskiej w Bogucicach wybudował także kaplicę „na Górce”, kościół w Dąbrówce Małej (1907–1912) oraz pomógł znacznie w budowie kościoła i klasztoru Franciszkanów w Panewnikach (1905–1907). 
W 1907 jako kandydat niemieckiej, katolickiej partii Centrum z okręgu Katowice/Zabrze w wyborach do Reichstagu przegrał z Wojciechem Korfantym. W 1912 został mianowany radcą duchownym, a w 1923 r. otrzymał godność prałata papieskiego.
5 grudnia 1918 na posiedzeniu wyborczym partii Centrum wysunął postulat utworzenia Republiki Górnośląskiej, jako autonomicznego kraju związkowego Rzeszy Niemieckiej.

### Okres choroby – lata spędzone w Głuchołazach
Po przejściu na emeryturę w 1923 ze względu na gruźlicę został skierowany przez ordynariusza do sanatorium Marienfried w Głuchołazach, gdzie zamieszkał w zakupionym wcześniej budynku, który przekazał siostrom urszulankom (do tego zgromadzenia należały trzy jego siostry). Zmarł w Głuchołazach 10 maja 1934 i został pochowany na miejscowym cmentarzu.